# Kabinett Merkel IV
Das Kabinett Merkel IV war die 23. Bundesregierung der Bundesrepublik Deutschland. Es amtierte vom 14. März 2018 bis zum 8. Dezember 2021. Nach der Bundestagswahl am 24. September 2017 sondierten zunächst CDU, CSU, FDP und die Grünen eine Jamaika-Koalition; am 7. Februar 2018 unterzeichneten Union (CDU/CSU) und SPD einen Koalitionsvertrag.
Sie setzten die seit 2013 bestehende schwarz-rote Große Koalition fort, die zuvor bereits in den Jahren 1966 bis 1969 und 2005 bis 2009 bestand.
Der am 24. September 2017 gewählte 19. Deutsche Bundestag konstituierte sich am 24. Oktober 2017.
Alle Mitglieder des Kabinetts Merkel IV waren Angehörige einer der drei Parteien der Koalition. Erstmals waren alle Kabinettsmitglieder nach der Gründung der Bundesrepublik 1949 geboren worden.

## Regierungsbildung

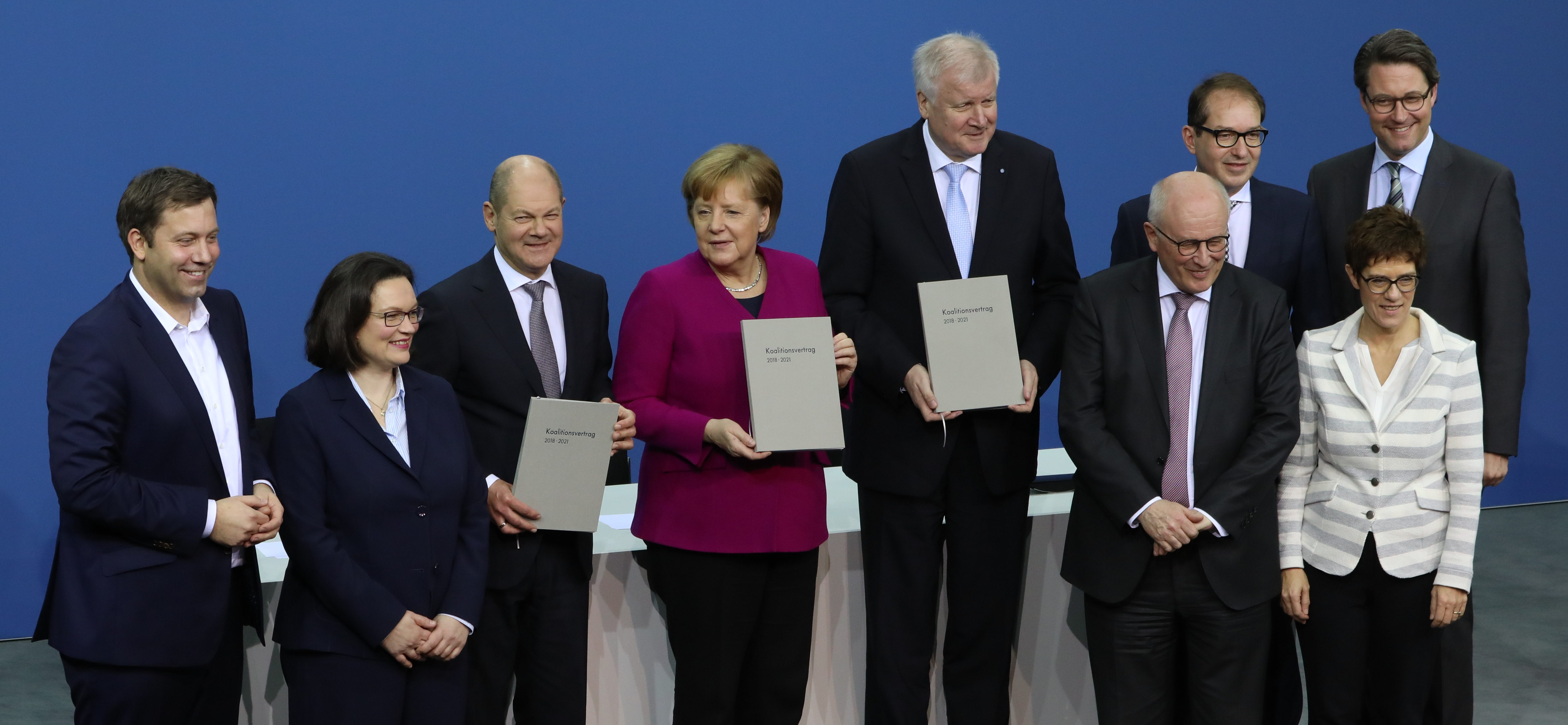
Unterzeichnung des Koalitionsvertrags am 12. März 2018 in Berlin.

Bei der Bundestagswahl 2017 erhielten CDU und CSU zusammen die meisten Wählerstimmen und 246 Parlamentssitze (200 CDU, 46 CSU); die gemeinsame CDU/CSU-Bundestagsfraktion war im 709 Abgeordnete umfassenden Bundestag wieder die stärkste Fraktion. Eine Mehrheit ohne die Union hätte nur durch Koalitionen gebildet werden können, die vor der Wahl von einer Partei oder mehreren Parteien ausgeschlossen worden waren.
Die SPD erhielt die zweitmeisten Wählerstimmen und 153 Bundestagssitze. Sie kündigte noch am Wahlabend an, nicht für eine weitere Große Koalition mit der Union zur Verfügung zu stehen und in die Opposition gehen zu wollen.
Die einzige vor der Wahl nicht ausgeschlossene Koalitionsoption war somit eine Jamaika-Koalition aus den vier Parteien CDU, CSU, FDP und Bündnis 90/Die Grünen.
Nach vierwöchigen Sondierungsgesprächen zur Bildung einer Jamaika-Koalition erklärte der Parteivorsitzende der FDP, Christian Lindner, am 19. November 2017 die Verhandlungen für gescheitert.
Bundespräsident Frank-Walter Steinmeier kündigte daraufhin intensive Gespräche mit den Parteispitzen an und erinnerte die gewählten Bundestagsabgeordneten nachdrücklich an die Verpflichtung zum Gemeinwohl und zur Regierungsbildung, bevor er zur Wahl des Bundeskanzlers nach Art. 63 Abs. 1 GG einen Vorschlag machen werde.
Auch eine Kenia-Koalition aus CDU, CSU, SPD und Bündnis 90/Die Grünen wurde zwischenzeitlich ins Gespräch gebracht, jedoch von den Bündnisgrünen abgelehnt, da diese Partei für die Mehrheitsbeschaffung bedeutungslos wäre. Angela Merkel und die Führungsspitze der SPD bevorzugten seit November 2017 alternativ eine Große Koalition (GroKo) mit einem erneuerten Koalitionsvertrag wie in der vorherigen Legislaturperiode als Königsweg, nicht jedoch die Jusos sowie weite Teile der sozialdemokratischen Basis. Immer wieder hatten sich nicht nur Mitglieder für Opposition statt einer erneuten Regierungsbeteiligung ausgesprochen.
Am 12. Januar schlossen CDU, CSU und SPD ihre Sondierungsgespräche ab und legten ein 28-seitiges Papier vor. Am 21. Januar stimmten auf einem Sonderparteitag der SPD in Bonn 56,4 Prozent der Delegierten für die Aufnahme von Koalitionsverhandlungen mit den Unionsparteien. Die Befürworter kamen überwiegend aus der Parteispitze; unter den Gegnern waren der Juso-Vorsitzende Kevin Kühnert und die Bundestagsabgeordnete Hilde Mattheis, Vorsitzende des Forums Demokratische Linke 21. Nach Abschluss der Verhandlungen Anfang Februar wurde über das Verhandlungsergebnis wie 2013 mit einem rechtlich für die Bundestagsabgeordneten nicht verbindlichen SPD-Mitgliedervotum entschieden.
Am 7. Februar 2018 einigten sich Union und SPD auf einen Koalitionsvertrag. Beim Mitgliedervotum der SPD bis zum 2. März 2018 stimmten 66,02 Prozent der Teilnehmer für diese Koalition. Der Koalitionsvertrag wurde am 12. März 2018 in Berlin im Paul-Löbe-Haus des Bundestags unterzeichnet. Kritik kam von allen Oppositionsparteien.

## Abstimmung im Bundestag
| Wahlgang                                                      | Kandidatin      | Kandidatin          | Stimmen    | Stimmenzahl | Anteil | Koalitionspartei(en) | Koalitionspartei(en) | Koalitionspartei(en) | Koalitionspartei(en) |
| ------------------------------------------------------------- | --------------- | ------------------- | ---------- | ----------- | ------ | -------------------- | -------------------- | -------------------- | -------------------- |
| 1. Wahlgang                                                   |                 | Angela Merkel (CDU) | Ja-Stimmen | 364         | 51,4 % |                      |                      |                      | CDU/CSU, SPD         |
| 1. Wahlgang                                                   | Nein-Stimmen    | Angela Merkel (CDU) | 315        | 44,4 %      |        |                      |                      |                      | CDU/CSU, SPD         |
| 1. Wahlgang                                                   | Enthaltungen    | Angela Merkel (CDU) | 9          | 1,3 %       |        |                      |                      |                      | CDU/CSU, SPD         |
| 1. Wahlgang                                                   | Ungültig        | Angela Merkel (CDU) | 4          | 0,6 %       |        |                      |                      |                      | CDU/CSU, SPD         |
| 1. Wahlgang                                                   | nicht abgegeben | Angela Merkel (CDU) | 17         | 2,3 %       |        |                      |                      |                      | CDU/CSU, SPD         |
| Damit wurde Angela Merkel wieder zur Bundeskanzlerin gewählt. |                 |                     |            |             |        |                      |                      |                      |                      |

## Kabinett
| Amt oder Ressort                                                      | Bild                                                                                           | Name                                                 | Partei            | Partei | Parlamentarische Staatssekretäre bzw. Staatsminister     | Partei | Partei |
| --------------------------------------------------------------------- | ---------------------------------------------------------------------------------------------- | ---------------------------------------------------- | ----------------- | ------ | -------------------------------------------------------- | ------ | ------ |
| Bundeskanzlerin                                                       |                                                                                                | Angela Merkel (* 1954)                               |                   | CDU    | Monika Grütters Kultur und Medien                        |        | CDU    |
| Bundeskanzlerin                                                       | Hendrik Hoppenstedt Bürokratieabbau und bessere Rechtsetzung, Bund-Länder-Beziehungen          | Angela Merkel (* 1954)                               |                   | CDU    |                                                          |        | CDU    |
| Bundeskanzlerin                                                       | Annette Widmann-Mauz Migration, Flüchtlinge und Integration                                    | Angela Merkel (* 1954)                               |                   | CDU    |                                                          |        | CDU    |
| Bundeskanzlerin                                                       | Dorothee Bär Digitalisierung                                                                   | Angela Merkel (* 1954)                               |                   | CDU    | CSU                                                      |        |        |
| Stellvertreter der Bundeskanzlerin Finanzen                           |                                                                                                | Olaf Scholz (* 1958)                                 |                   | SPD    | Bettina Hagedorn                                         |        | SPD    |
| Stellvertreter der Bundeskanzlerin Finanzen                           | Christine Lambrecht bis 27. Juni 2019                                                          | Olaf Scholz (* 1958)                                 |                   | SPD    |                                                          |        | SPD    |
| Stellvertreter der Bundeskanzlerin Finanzen                           | Sarah Ryglewski ab 2. September 2019                                                           | Olaf Scholz (* 1958)                                 |                   | SPD    |                                                          |        | SPD    |
| Inneres, Bau und Heimat                                               |                                                                                                | Horst Seehofer (* 1949)                              |                   | CSU    | Günter Krings                                            |        | CDU    |
| Inneres, Bau und Heimat                                               | Marco Wanderwitz bis Februar 2020                                                              | Horst Seehofer (* 1949)                              |                   | CSU    |                                                          |        | CDU    |
| Inneres, Bau und Heimat                                               | Volkmar Vogel ab 14. Februar 2020                                                              | Horst Seehofer (* 1949)                              |                   | CSU    |                                                          |        | CDU    |
| Inneres, Bau und Heimat                                               | Stephan Mayer                                                                                  | Horst Seehofer (* 1949)                              |                   | CSU    | CSU                                                      |        |        |
| Auswärtiges                                                           |                                                                                                | Heiko Maas (* 1966)                                  |                   | SPD    | Niels Annen                                              |        | SPD    |
| Auswärtiges                                                           | Michelle Müntefering Internationale Kulturpolitik                                              | Heiko Maas (* 1966)                                  |                   | SPD    |                                                          |        | SPD    |
| Auswärtiges                                                           | Michael Roth Europa, Deutsch-französische Zusammenarbeit, Deutsche EU-Ratspräsidentschaft 2020 | Heiko Maas (* 1966)                                  |                   | SPD    |                                                          |        | SPD    |
| Wirtschaft und Energie                                                |                                                                                                | Peter Altmaier (* 1958)                              |                   | CDU    | Thomas Bareiß Tourismus und ab 1. April 2020 Mittelstand |        | CDU    |
| Wirtschaft und Energie                                                | Christian Hirte Mittelstand und neue Bundesländer bis Februar 2020                             | Peter Altmaier (* 1958)                              |                   | CDU    |                                                          |        | CDU    |
| Wirtschaft und Energie                                                | Marco Wanderwitz Neue Länder ab Februar 2020                                                   | Peter Altmaier (* 1958)                              |                   | CDU    |                                                          |        | CDU    |
| Wirtschaft und Energie                                                | Oliver Wittke EITI bis November 2019                                                           | Peter Altmaier (* 1958)                              |                   | CDU    |                                                          |        | CDU    |
| Wirtschaft und Energie                                                | Elisabeth Winkelmeier-Becker EITI ab November 2019                                             | Peter Altmaier (* 1958)                              |                   | CDU    |                                                          |        | CDU    |
| Justiz und Verbraucherschutz                                          |                                                                                                | Katarina Barley (* 1968) bis 27. Juni 2019           |                   | SPD    | Rita Hagl-Kehl                                           |        | SPD    |
| Justiz und Verbraucherschutz                                          |                                                                                                | Christine Lambrecht (* 1965) ab 27. Juni 2019        | Christian Lange   | SPD    |                                                          |        | SPD    |
| Arbeit und Soziales                                                   |                                                                                                | Hubertus Heil (* 1972)                               |                   | SPD    | Kerstin Griese                                           |        | SPD    |
| Arbeit und Soziales                                                   | Anette Kramme                                                                                  | Hubertus Heil (* 1972)                               |                   | SPD    |                                                          |        | SPD    |
| Verteidigung                                                          |                                                                                                | Ursula von der Leyen (* 1958) bis 17. Juli 2019      |                   | CDU    | Peter Tauber bis 6. April 2021                           |        | CDU    |
| Verteidigung                                                          |                                                                                                | Annegret Kramp-Karrenbauer (* 1962) ab 17. Juli 2019 | Thomas Silberhorn | CDU    |                                                          | CSU    |        |
| Ernährung und Landwirtschaft                                          |                                                                                                | Julia Klöckner (* 1972)                              |                   | CDU    | Hans-Joachim Fuchtel                                     |        | CDU    |
| Ernährung und Landwirtschaft                                          | Michael Stübgen bis 20. November 2019                                                          | Julia Klöckner (* 1972)                              |                   | CDU    |                                                          |        | CDU    |
| Ernährung und Landwirtschaft                                          | Uwe Feiler ab 3. Dezember 2019                                                                 | Julia Klöckner (* 1972)                              |                   | CDU    |                                                          |        | CDU    |
| Familie, Senioren, Frauen und Jugend                                  |                                                                                                | Franziska Giffey (* 1978) bis 20. Mai 2021           |                   | SPD    | Caren Marks                                              |        | SPD    |
| Familie, Senioren, Frauen und Jugend                                  |                                                                                                | Christine Lambrecht ab 20. Mai 2021                  | Stefan Zierke     | SPD    |                                                          |        | SPD    |
| Gesundheit                                                            |                                                                                                | Jens Spahn (* 1980)                                  |                   | CDU    | Thomas Gebhart                                           |        | CDU    |
| Gesundheit                                                            | Sabine Weiss                                                                                   | Jens Spahn (* 1980)                                  |                   | CDU    |                                                          |        | CDU    |
| Verkehr und digitale Infrastruktur                                    |                                                                                                | Andreas Scheuer (* 1974)                             |                   | CSU    | Steffen Bilger                                           |        | CDU    |
| Verkehr und digitale Infrastruktur                                    | Enak Ferlemann                                                                                 | Andreas Scheuer (* 1974)                             |                   | CSU    |                                                          |        | CDU    |
| Umwelt, Naturschutz und nukleare Sicherheit                           |                                                                                                | Svenja Schulze (* 1968)                              |                   | SPD    | Florian Pronold                                          |        | SPD    |
| Umwelt, Naturschutz und nukleare Sicherheit                           | Rita Schwarzelühr-Sutter                                                                       | Svenja Schulze (* 1968)                              |                   | SPD    |                                                          |        | SPD    |
| Bildung und Forschung                                                 |                                                                                                | Anja Karliczek (* 1971)                              |                   | CDU    | Michael Meister                                          |        | CDU    |
| Bildung und Forschung                                                 | Thomas Rachel                                                                                  | Anja Karliczek (* 1971)                              |                   | CDU    |                                                          |        | CDU    |
| Wirtschaftliche Zusammenarbeit und Entwicklung                        |                                                                                                | Gerd Müller (* 1955)                                 |                   | CSU    | Norbert Barthle                                          |        | CDU    |
| Wirtschaftliche Zusammenarbeit und Entwicklung                        | Maria Flachsbarth                                                                              | Gerd Müller (* 1955)                                 |                   | CSU    |                                                          |        | CDU    |
| Bundesminister für besondere Aufgaben und Chef des Bundeskanzleramtes |                                                                                                | Helge Braun (* 1972)                                 |                   | CDU    | —                                                        | —      | —      |

## Dienstältestes Regierungsmitglied
Bundeskanzlerin Angela Merkel wies am Ende der Legislaturperiode die meisten Amtsjahre aller Regierungsmitglieder auf (mehr als 23 Jahre). Mit über 13 Amtsjahren am Ende der Amtszeit war Horst Seehofer der dienstälteste amtierende Bundesminister im Kabinett Merkel IV.

## Veränderungen
Am 27. Juni 2019 wurde Christine Lambrecht Nachfolgerin von Katarina Barley als Bundesministerin der Justiz und für Verbraucherschutz. Barley war Spitzenkandidatin der SPD für die Europawahl 2019, wechselte am 1. Juli 2019 als Abgeordnete in das Europäische Parlament und wurde am Folgetag dort zur Vizepräsidentin gewählt. Lambrechts Nachfolgerin im Amt als Parlamentarische Staatssekretärin wurde am 2. September 2019 Sarah Ryglewski.
Am 17. Juli 2019 schied Ursula von der Leyen wegen ihrer Wahl zur Präsidentin der Europäischen Kommission aus dem Amt der Bundesministerin der Verteidigung. Am selben Tag wurde Annegret Kramp-Karrenbauer als ihre Nachfolgerin ernannt.
Am 8. November 2019 schied der Parlamentarische Staatssekretär beim Bundesminister für Wirtschaft und Energie Oliver Wittke (CDU) auf eigenen Wunsch hin aus dem Amt aus. Er wurde im März 2021 Hauptgeschäftsführer des Immobilien-Verbandes ZIA. Zu seiner Nachfolgerin wurde am 29. November Elisabeth Winkelmeier-Becker ernannt.
Am 20. November 2019 übernahm der Parlamentarische Staatssekretär bei der Bundesministerin für Ernährung und Landwirtschaft Michael Stübgen (CDU) die Ämter des stellvertretenden Ministerpräsidenten und Ministers des Innern und für Kommunales von Brandenburg. Sein Nachfolger wurde am 3. Dezember Uwe Feiler.
Am 8. Februar 2020 wurde der Parlamentarische Staatssekretär beim Bundesminister für Wirtschaft und Energie Christian Hirte (CDU) im Zusammenhang mit der Wahl des Ministerpräsidenten des Freistaates Thüringen aus seinem Amt entlassen. Sein Nachfolger im Amt wurde der bisherige Parlamentarische Staatssekretär beim Bundesminister des Innern, für Bau und Heimat Marco Wanderwitz (CDU). Dessen Nachfolger im Bundesinnenministerium ist Volkmar Vogel (CDU).
Am 6. April 2021 zog sich der Parlamentarische Staatssekretär bei der Bundesministerin der Verteidigung Peter Tauber (CDU) aus gesundheitlichen Gründen aus seinem Amt zurück. Seine Aufgaben übernahm der weitere Parlamentarische Staatssekretär bei der Bundesministerin der Verteidigung Thomas Silberhorn (CSU).
Infolge einer Plagiatsaffäre wurde Franziska Giffey (SPD) am 20. Mai 2021 auf eigenen Antrag aus ihrem Amt als Bundesministerin für Familie, Senioren, Frauen und Jugend entlassen. Justizministerin Christine Lambrecht übernahm am selben Tag das Familienministerium zusätzlich und führte dieses bis zum Ende der Legislaturperiode.

## Varia
Die 23. Bundesregierung gab mehr als eine Milliarde Euro für externe Beratungsleistungen aus. Davon fielen etwa 490 Millionen Euro auf das Innenministerium, etwa 195 Millionen Euro auf das Verkehrsministerium und ca. 120 Millionen Euro auf das Finanzministerium.

## Dokumentarfilme
- Stephan Lamby: Im Labyrinth der Macht - Protokoll einer Regierungsbildung, SWR Fernsehen, gesendet in: Das Erste, 7. März 2018
- Stephan Lamby: Die Notregierung – ungeliebte Koalition. SWR, NDR, rbb. Gesendet in: Das Erste, 2. Dezember 2019.

## Fußnote
1. ↑  Weder Parlamentarische Staatssekretäre noch Staatsminister sind nach Art. 62 GG Teil der Bundesregierung.